# Fran Jesenko
Fran Jesenko, slovenski botanik in genetik, * 14. marec 1875, Škofja Loka, † 14. julij 1932, Ljubljana.
Mednarodno prepoznavno je njegovo delo na področju križanja pšenice in rži, poleg tega pa je bil tudi eden od glavnih pobudnikov ustanovitve Triglavskega narodnega parka.

## Življenje in delo
Srednjo šolo je obiskoval v Ljubljani, nato pa je vpisal študij naravoslovja na Univerzi na Dunaju, kjer je promoviral leta 1902. V času študija je delal kot tutor za dva orientalska princa na dunajskem Terezijanišču, kasneje pa v tej vlogi tudi za grofa Merveldta. To mu je prineslo priložnost potovati širom Evrope in kasneje tudi v Egipt ter na Arabski polotok, kjer je preučeval puščavske rastline. Leta 1909 je postal asistent pri Erichu von Tschermaku na visoki kmetijski šoli (Hochschule für Bodenkultur, zdaj Univerza za agrikulturo na Dunaju) in leta 1913 predavatelj.
V tem obdobju je pričel z več raziskavami križanja rastlin pod von Tschermakovim vodstvom. S povratnim križanjem je pridobil plodne križance med različnimi sortami pšenice in rži ter preučeval njihove značilnosti v povezavi z Mendlovimi načeli. Postavil je hipotezo, da je zmanjšana plodnost hibridov posledica tako kromosomske nekompatibilnosti staršev, kot tudi morfoloških razlik. S svojimi objavami je postal eden od pionirjev raziskav na tritikali in križancih med rastlinskimi rodovi nasploh.
Njegovo delo je prekinila prva svetovna vojna, med katero je bil Jesenko poslan na vzhodno fronto, kjer je bil najprej ranjen in nato še zaprt. Po vojni se je vrnil v domovino in postal predavatelj na Univerzi v Zagrebu in leta 1920 napredoval do položaja profesorja. Hkrati je v Ljubljani sodeloval pri organizaciji botaničnega inštituta in postal leta 1921 prvi profesor botanike na nedavno prej ustanovljeni Univerzi v Ljubljani. Tam je nadaljeval z raziskavami križancev, v ta namen je kasneje soustanovil raziskovalno postajo v Beltincih, vodenje katere je prevzel njegov učenec Franc Mikuž.
Ob raziskovalnem delu se je posvečal še naravovarstvu in bil eden od pomembnejših pobudnikov ustanovitve Triglavskega narodnega parka, edinega takega območja v današnji Sloveniji in enega prvih v Evropi. Leta 1924 je bil ustanovljen Alpski varstveni park, Jesenko je s študenti začrtal del njegove meje v Dolini Triglavskih jezer. Tudi kasneje je tam s študenti vsako poletje raziskoval alpsko floro in pripomogel k trajnemu varstvenemu statusu parka, zagotovljenem šele leta 1981, dolgo po njegovi smrti. Poleti 1932 se je ponesrečil pri plezanju v steni Komarče, kjer je popisoval rastline. Z zlomljeno hrbtenico so ga prenesli v bolnišnico v Ljubljani, kjer je 14. julija umrl.
Na ljubljanskem Rožniku je v njegov spomin poimenovana botanična učna pot, v Ljubljani pa ulica; Biotehniška fakulteta v Ljubljani od leta 1972 podeljuje Jesenkova priznanja oz. nagrade za dosežke v biologiji na Slovenskem.